# Christopher Abbott
Christopher Jacob Abbott (Greenwich, 1º febbraio 1986) è un attore statunitense.
Ha raggiunto la fama grazie ai film La fuga di Martha, 1981: Indagine a New York e James White. È conosciuto anche per aver recitato nella serie televisiva Girls.

## Biografia
Di origine italiana e portoghese, Christopher Abbott è nato a Greenwich, in Connecticut, ha trascorso i suoi primi anni a Chickahominy, un quartiere operaio in cui è concentrata una forte presenza di italoamericani, ed è cresciuto a Stamford. Ha lavorato in una videoteca e nell'enoteca di un suo amico. Ha frequentato il Norwalk Community College e successivamente l'HB Studio, scuola che offre formazione professionale nelle arti dello spettacolo. Nel 2006 si è trasferito a New York.
La sua carriera ha inizio nel 2008, anno in cui ha preso parte a due produzioni teatrali off-Broadway: Good Boys and True e Mouth to Mouth. Nel 2009 ha debuttato in televisione in un episodio delle serie Nurse Jackie - Terapia d'urto, mentre nel 2010 è apparso in Law & Order: Criminal Intent. Nello stesso anno è tornato in teatro prendendo parte alla produzione That Face al Manhattan Theatre Club. Ha fatto il suo debutto cinematografico nel 2011, nel film drammatico La fuga di Martha, presentato al Sundance Film Festival 2011. Nello stesso anno ha debuttato a Broadway nel revival di The House of Blue Leaves, al fianco di Ben Stiller.
Nel 2012 ha recitato nella commedia drammatica Come la prima volta. Il critico cinematografico Roger Ebert ha elogiato il film e le prestazioni di Abbott. Dallo stesso anno, inoltre, ha ottenuto il ruolo di Charlie Dattolo nella serie televisiva Girls. Ha lasciato la serie nel 2013, dopo la puntata finale della seconda stagione, Abbott ha giustificato questa scelta affermando che, a livello personale, non si sentiva più legato al personaggio. Sempre nel 2013 è tornato nuovamente al teatro off-Broadway, nello spettacolo Where We're Born. Nel 2014 ha preso parte al film drammatico The Sleepwalker e alla produzione teatrale Fool for Love. Nello stesso anno ha interpretato il ruolo di Luigi Servidio nel film poliziesco 1981: Indagine a New York, al fianco di Oscar Isaac e Jessica Chastain.
Nel 2015 ha recitato in teatro con lo spettacolo John. Nello stesso anno ha interpretato il protagonista del film drammatico James White, presentato al Sundance Film Festival 2015. Il film è stato uno tra i preferiti dei critici e Abbott ha ricevuto recensioni positive per la sua interpretazione. Per questa performance è stato candidato al Gotham Award e all'Independent Spirit Award come miglior attore. Nell'agosto dello stesso anno, la rivista Variety lo ha incluso tra i 10 attori da tenere d'occhio del 2015, una lista che annualmente cita gli attori emergenti più promettenti dell'anno. Nel 2016 è comparso in Whiskey Tango Foxtrot, film con protagonisti Tina Fey, Margot Robbie, Martin Freeman e Billy Bob Thornton. Nello stesso anno è riapparso in una puntata della quinta stagione di Girls, questo episodio è stato acclamato dalla critica e lodato come uno dei migliori dell'intera serie.
Nel 2017 è apparso nel film It Comes at Night, horror con protagonista Joel Edgerton, e nella serie televisiva thriller The Sinner, dove interpreta il ruolo di Mason Tannetti. Nel 2019 è John Yossarian, il protagonista della miniserie Catch-22.

## Filmografia

### Cinema
- La fuga di Martha (Martha Marcy May Marlene), regia di Sean Durkin (2011)
- Come la prima volta (Hello I Must Be Going), regia di Todd Louiso (2012)
- Art Machine, regia di Doug Karr (2012)
- All That I Am (Burma), regia di Carlos Puga (2013)
- The Sleepwalker, regia di Mona Fastvold (2014)
- 1981: Indagine a New York (A Most Violent Year), regia di J. C. Chandor (2014)
- James White, regia di Josh Mond (2015)
- Criminal Activities, regia di Jackie Earle Haley (2015)
- Whiskey Tango Foxtrot, regia di Glenn Ficarra e John Requa (2016)
- Katie Says Goodbye, regia di Wayne Roberts (2016)
- Sweet Virginia, regia di Jamie M. Dagg (2017)
- It Comes at Night, regia di Trey Edward Shults (2017)
- Tyrel, regia di Sebastián Silva (2018)
- Piercing, regia di Nicolas Pesce (2018)
- First Man - Il primo uomo (First Man), regia di Damien Chazelle (2018)
- Vox Lux, regia di Brady Corbet (2018)
- Possessor, regia di Brandon Cronenberg (2020)
- Il mondo che verrà (The World to Come), regia di Mona Fastvold (2020)
- Black Bear, regia di Lawrence Michael Levine (2020)
- The Forgiven, regia di John Michael McDonagh (2021)
- On the Count of Three, regia di Jerrod Carmichael (2021)
- Sanctuary - Lui fa il gioco. Lei fa le regole. (Sanctuary), regia di Zachary Wigon (2022)
- Povere creature! (Poor Things), regia di Yorgos Lanthimos (2023)
- Kraven - Il cacciatore (Kraven the Hunter), regia di J. C. Chandor (2024)
- Wolf Man, regia di Leigh Whannell (2025)

### Cortometraggi
- Snapshots, regia di Kate Barker-Froyland e Andres Rosende (2009)
- Father/Son, regia di Bryan Reisberg (2012)
- Roshambo, regia di Guy Aroch e Jonathan Doe (2013)
- The Exit Room, regia di Todd Wiseman (2013)
- Cortometraggio senza titolo di Josh Mond (2013)
- 1009, regia di Josh Mond (2013)
- The Girlfriend Game, regia di Armen Antranikian - voce (2015)

### Televisione
- Nurse Jackie - Terapia d'urto (Nurse Jackie) – serie TV, episodio 1x11 (2009)
- Law & Order: Criminal Intent – serie TV, episodio 9x11 (2010)
- Enlightened – serie TV, episodio 2x03 (2013)
- Girls – serie TV, 13 episodi (2012-2016)
- The Sinner – serie TV, 7 episodi (2017)
- Catch-22 – miniserie TV, 6 puntate (2019)
- Homemade - serie TV, episodio 1x12 (2020)
- Ramy - serie TV, episodio 3x04 (2022)
- The Crowded Room – serie TV, 10 episodi (2023)

## Teatro
- Good Boys and True (2008)
- Mouth to Mouth (2008)
- That Face (2010)
- The House of Blue Leaves (2011)
- Where We're Born (2013)
- Fool for Love (2014)
- John (2015)
- La rosa tatuata (2017)

## Riconoscimenti
- 2011 – Gotham Awards[32]
  - Candidatura alla Miglior performance dell'intero cast per La fuga di Martha
- 2013 – Chlotrudis Awards[33]
  - Breakout Award
- 2013 – SXSW Film Festival[34]
  - Premio speciale della giuria per All That I Am
- 2015 – Gotham Awards
  - Candidatura come Miglior attore per James White
- 2015 – Chicago Film Critics Association Awards[35]
  - Candidatura come Miglior attore per James White
  - Candidatura come Artista più promettente per James White
- 2015 – Detroit Film Critic Society[36]
  - Candidatura come Miglior attore per James White
- 2016 – Independent Spirit Award
  - Candidatura come Miglior attore protagonista per James White

## Doppiatori italiani
Nelle versioni in italiano delle opere in cui ha recitato, Christopher Abbott è stato doppiato da:
- Marco Vivio ne La fuga di Martha, The Sinner, Catch-22, Sweet Virginia, Wolf Man
- Emanuele Ruzza in The Forgiven, Kraven - Il cacciatore
- Flavio Aquilone in Enlightened - La nuova me
- Andrea Oldani in Come la prima volta
- Andrea Mete in Whiskey Tango Foxtrot
- Davide Albano in It Comes at Night
- Francesco Meoni in First Man - Il primo uomo
- Alessio De Filippis in Girls
- Gianluca Crisafi ne Il mondo che verrà
- Davide Perino in Sanctuary
- Edoardo Stoppacciaro in Povere creature!